# Маряна Държай
Маря̀на Държа̀й (на словенски: Marjana Deržaj; Любляна, 25 май 1936 г. – Любляна, 18 януари 2005 г.) е една от най-представителните словенски певици на поп и джаз музика от втората половина на XX век заедно с Майда Сепе, Елда Вилер, Дитка Хаберл, Бети Юркович и други. Наричана е „Първата дама на словенската песен“.
Участва редовно на най-известните за времето си югославски фестивали, на които печели редица награди за изпълненията на песните си. През 1987 г. е номинирана за личност на годината на вестник „Дневник“, а през 1995 г. е удостоена с наградата „Виктор“ за цялостно творчество. В архива на Словенското радио и телевизия има 341 нейни записа, като сред най-познатите ѝ песни се нареждат Poletna noč („Лятна нощ“), Orion („Орион“), Zvezde padajo v noč („Звездите падат в нощта“), V Ljubljano („В Любляна“), Ples oblakov („Танцът на облаците“) и други.
Съпругът ѝ е репортерът и алпинист Анте Махкота (1936 – 2018 г.), от когото има дъщеря Тина Махкота (р. 1964), която е преводачка и публицистка.

## Биография
Наследява любовта си към музиката от баща си Франце, който работи като служител в пощата и посещава редовно Люблянската опера, на която води и дъщеря си. На 12-годишна възраст участва в зингшпила Kresniček („Светулчица“) на композитора Радован Гобец, с което решава да стане оперна певица, но впоследствие се захласва по естрадната песен покрай филма Bathing Beauty („Къпеща се красавица“) от 1944 г. с участието на плувкинята и актриса Естър Уилямс.
Следва немска филология и отпразнува успешния си изпит с колегите си от факултета в столичния хотел „Слон“, където приятелите ѝ я насърчават да пее под съпровода на оркестъра на Йоже Келбъл през 1956 г. Професионалният ѝ певчески дебют се състои на 6 април 1957 г., когато по покана на композитора Боян Адамич участва в концерт в Любляна заедно с Майда Сепе и хърватката Габи Новак, а главна звезда на вечерта е певецът Иво Робич, след което ѝ се откриват възможности за нататъшни изяви на местни фестивали и започва да издава краткосвирещи плочи.
Първият фестивал, на който се явява, е в Белград през 1957 г. На първото издание на Опатийския фестивал за забавна музика през 1958 г. печели с песента Vozi me vlak v daljave („Вози ме влак в далечината“; второто изпълнение е на Бети Юркович). От началото на 60-те до края на 70-те години участва редовно на „Словенска попевка“. На изданието му през 1964 г. печели с песента Poletna noč („Лятна нощ“) по музика на Моймир Сепе и текст на Елза Будау, през 1966 г. – с Ples oblakov („Танцът на облаците“), а през 1975 г. печели Наградата на публиката за песента Mi smo taki („Ние сме такива“), изпята заедно с Брацо Корен.
През 60-те години участва и на фестивала „Юговизия“ за избор на песен за конкурса на „Евровизия“. През 1964 г. се явява със Zlati april („Златен април“) и получава еднакъв брой точки (11) с певеца Сабахудин Курт, но поради това, че той получава повече максимален брой точки, певицата не успява да представи Югославия на 9-ото издание на конкурса, провело се в Копенхаген.
Впоследствие се оттегля от сцената.
След смъртта на певицата е издадена биографичната книга Marjana – Zvezde padajo v noč („Маряна – Звездите падат в нощта“) с авторка Катерина Лавш на 20 юни 2006 г.

## Дискография

### Албуми
- 1960 – Marjana Deržaj
- 1971 – Marjana Deržaj
- 1980 – Življenje s pesmijo
- 1987 – Pesmi od srca
- 1994 – Za vse poletne noči!
- 2006 – Zvezde padajo v noč
- 2013 – Zlatna kolekcija

### Краткосвирещи плочи
- 1958 – Čolnič/Zvončki in trobentice
- 1959 – Ti-pi-tipso/V soboto na plesu/I Love You, Baby/Samo ti
- 1960 – Tivoli/Veselo na pot
- 1962 – Golobček/Banjo Boy/Pretty Blue Eyes/O pomladi (дуетна плоча с Майда Сепе)
- 1962 – Gitara u noći/Pesem za dinar/San o ljetovanju/Serenada srca mog (дуетна плоча с Нино Робич)
- 1962 – Pepe/Moj pozdrav ljubavi/Basin Street Blues/Flamenco Rock
- 1962 – Deklica/Majhen lunin žarek/Ali ljubav – ne/Daj, kauboj
- 1963 – Violino zigano/Mlada sem/Štiri obleke/Kočija
- 1963 – Kralj klovnov/Non, monsieur/Telstar/Limbo Rock
- 1964 – Poletna noč/Monsieur/Dixieland Band/Suki-yaki
- 1967 – Kitare iz Meksika/Stara harmonika/Pesem gora/Larina pesem
- 1968 – Ptičje strašilo/Cvet v laseh/V soncu/Kot me ti želiš
- 1973 – Vrni se še kdaj v Ljubljano/Očka, kam tako hitiš
- 1974 – Potrkaj trikrat/Grenka reka
- 1974 – Nedelja/Najin večer
- 1975 – Mi smo taki (с Брацо Корен)/Deček z ulice
- 1978 – Zeleni svet/Ko boš moja vsa

## Участия на фестивали

### „Словенска попевка“
- 1962 – Kramljanje v mraku, Zvezde padajo v noč (II награда на публиката), Glas stare ure, Na cesti, Deklica in cha-cha
- 1963 – Janez, Orion (награда за най-добра музикална композиция), Solza v očeh
- 1964 – Čez veliko let (награда на експертното жури за музика), Poletna noč (I награда на публиката), Rada te imam
- 1965 – Med teboj in menoj, V Ljubljano (награда за песен за Любляна), Utrinek (II награда на публиката)
- 1966 – Na pragu, Ples oblakov (I награда на експертното жури за текст), Zaljubljeno drevo
- 1968 – Ptičje strašilo (II награда на публиката), Cvet v laseh
- 1969 – Na Zmajskem mostu, Začaran grad
- 1970 – Valeta (заедно с „Беле вране“)
- 1971 – Samo za naju dva (II награда на публиката)
- 1972 – Hrepenenje majhnega zaliva
- 1973 – Nič ne mine (III награда на международното жури)
- 1975 – Mi smo taki (в дует с Брац Корен)
- 1976 – Ko gre tvoja pot od tod (III награда на публиката)
- 1977 – Prodajalni non-stop
- 1978 – Pesek, Nedelja je
- 1979 – Na poročni dan

### Опатийски фестивал
- 1958 – Vozi me vlak v daljave (1-во място)
- 1959 – Prišla je pomlad (III награда на публиката)
- 1959 – Spomin
- 1960 – Poljub v snegu
- 1960 – Veselo na pot
- 1960 – Domov bi šel

### Загребски фестивал
- 1962 – Toni, Toni
- 1963 – Rasprodana ploča
- 1963 – Dečak s kraja ulice
- 1964 – Cipelica

### „Юговизия“
- 1961 – Kako sva si različna (в дует със Стане Манчини; 5-о място)
- 1962 – Popevka za nas (9-о място)
- 1964 – Zlati april (2-ро място, но с равен брой точки с победителя Сабахудин Курт)
- 1965 – Vzemi moj nasmeh (4-то място), Moj zlati sin (10-о място), Škrat pri klavirju (12-о място)
- 1967 – Nebo na dlani (9-о място)
- 1969 – Čarovnica (8-о място)
- 1970 – Sreča je spati na svojem (10-о място)